# 월터 아이크롯트
월터 아이크롯트(Walther Eichrodt, 1890년 8월 1일 - 1978년 5월 20일)는 독일의 구약학자이며 개신교 신학자이다. 1908년부터 1914년까지 그는 신학을 공부를 베델, 그라이프스발트 , 그리고 하이델베르크대학교에서 했다. 후에 그는 에를 랑겐 대학교 1918년 교수자격을 얻었다. 1922년에 바젤 대학교에서 알브레크트 알트의 후임으로 종교사와 구약연구의 부교수가 되었다. 1934년에서 1960년까지 정교수로 수업을 가르쳤고, 1953년에 그는 대학교 총장으로 지명되었다.
아이크롯트는 출애굽기의 기록이 완성된 후 창세기가 구약성경의 서론에 추가되었다고 믿었다.

## 저서
- Quellen der Genesis (1916년).
- Frieden alten Israel (1920)에서 Hoffnung des ewigen을 죽인다 .
- Theologie des Alten Testaments, 3 권 (1933 ~ 39); 영어로 번역되고 구약의 신학 (1961, 1967)으로 3 권으로 출판되었습니다.
- Das Menschenverständnis des Alten Testaments (1944); 구약에서 영어로 번역되어 Man으로 출판 됨 (1951).
- 에스겔; 해설 ; Cosslett Quin (1970)에 의해 영어 번역.[4]

## 같이 보기
- 알브레크트 알트